# Nada Murganić
Nada Murganić, née le 14 janvier 1958, est une femme politique croate, ministre de la Démographie, de la Famille, de la Jeunesse et de la Politique sociale de 2016 à 2019.

## Biographie
Diplômée en travail social de l'université de Zagreb, elle est nommée ministre de la Démographie, de la Famille, de la Jeunesse et de la Politique sociale le 16 octobre 2016 par le Premier ministre de Croatie, Andrej Plenković,.